# Selenia blaziaria
Selenia blaziaria är en fjärilsart som beskrevs av William Schaus 1927. Selenia blaziaria ingår i släktet Selenia och familjen mätare. Inga underarter finns listade.